# Hugh Faulkner
James Hugh Faulkner, PC (9 mars 1933 - 21 avril 2016), était un homme politique canadien. Il a obtenu un baccalauréat à l'Université McGill et un MBA à l'Institut international de gestion (IMI) de Genève, en Suisse.

## Vie et carrière
Faulkner est né à Montréal et fit carrière dans le monde des affaires avant son entrée en politique. Après avoir été défait lors des élections fédérales de 1962 et 1963 comme candidat libéral dans Peterborough, en Ontario, il est élu lors des élections de 1965.
En 1967, il représente le Canada à la 22e Assemblée générale des Nations Unies et préside la Commission du travail et de l'emploi de la Chambre des communes. Il est réélu aux élections de 1968 et nommé vice- président de la Chambre des communes du Canada. En 1970, il est nommé secrétaire parlementaire du secrétaire d'État du Canada.
Après les élections de 1972, Faulkner est nommé au Cabinet du premier ministre Pierre Trudeau en tant que Secrétaire d'État du Canada. Faulkner surprit les observateurs politiques en battant facilement l'ancien premier ministre du Manitoba Dufferin Roblin qui se présentait à Peterborough comme « candidat vedette » pour le Parti progressiste-conservateur aux élections de 1974.
En 1976, il est nommé ministre d'État aux Sciences et à la Technologie avant de devenir ministre des Affaires indiennes et du Nord canadien en 1977. Faulkner conserve ce poste jusqu'à sa défaite aux élections de 1979 face au progressiste-conservateur Bill Domm.
Après avoir quitté la politique, Faulkner a rejoint Alcan comme vice-président. En 1983, il est nommé directeur général de toutes les opérations d'Alcan en Inde et au Sri Lanka. En 1987, il est nommé président d'Alcan SA Europe. En 1990, il rejoint l'industriel suisse Stephan Schmiheiny pour fonder le Conseil des entreprises pour le développement durable, à Genève. En 1995, il fonde l'ONG de développement Sustainable Project Management afin de réaliser des projets d'infrastructures urbaines dans les pays en développement. En 1990, il achete le Domaine de Grand Cros, en Provence, en France, qu'il exploite avec sa famille.
Faulkner était marié avec Jane Meintjies et a eu avec elle deux fils (Julian et Adrian) et une fille (Antonia).
Il est décédé à Château-d'Œx, en Suisse, des suites de complications chirurgicales, le 18 avril 2016.